# Lothar Witek
Lothar Witek (* 2. Februar 1933 in Rheydt) ist ein deutscher Politiker (SPD). Er war von 1980 bis 1983 sowie von 1984 bis 1987 Mitglied des Deutschen Bundestages.

## Leben
Nach dem Besuch eines Gymnasiums absolvierte Witek ab 1948 eine Lehre als Elektriker, die er 1951 mit der Gesellenprüfung abschloss. In der Folgezeit arbeitete er als Elektriker. Von 1960 bis 1980 war er als Verwaltungsbeamter tätig, zuletzt als Regierungshauptsekretär.
Witek trat 1963 in die SPD ein und wurde später zum Vorsitzenden des SPD-Unterbezirks Mönchengladbach gewählt. Ab 1964 war er Ratsmitglied der Stadt Mönchengladbach, ab 1979 auch Vorsitzender der SPD-Ratsfraktion. Nach innerparteilichen Differenzen legte er 1989 den Fraktionsvorsitz nieder und trat im Anschluss auch aus der SPD aus.
Bei den Bundestagswahlen 1980, 1983 und 1987 kandidierte Witek jeweils erfolglos für die SPD als Direktkandidat im Bundestagswahlkreis Mönchengladbach. Dem Deutschen Bundestag gehörte er von 1980 bis 1983 sowie vom 16. Juli 1984, als er für den ausgeschiedenen Abgeordneten Ulrich Steger nachrückte, bis 1987 an. In beiden Wahlperioden zog er über die SPD-Landesliste Nordrhein-Westfalen ins Parlament ein. In der neunten Wahlperiode (1980–1983) war er Mitglied des Innenausschusses.